# Puerres
Puerres est une municipalité située dans le département de Nariño en Colombie.